# Cristián Gálvez

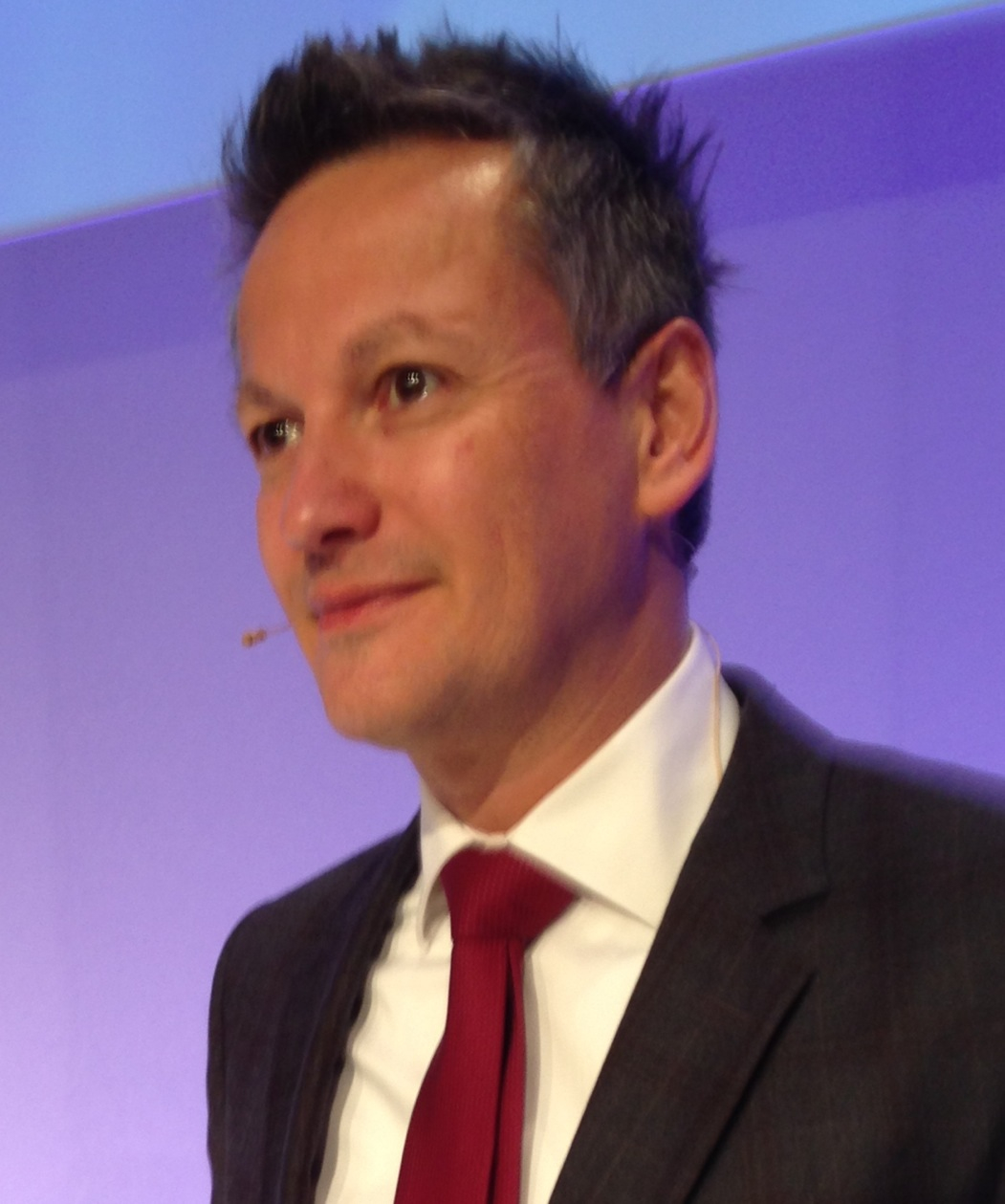
Cristián Gálvez (2013)

Cristián Gálvez (* 7. Januar 1969 in Köln) ist ein deutscher Autor, Coach, Moderator, und Redner.

## Leben
Der Sohn einer deutschen Mutter und eines chilenischen Vaters fand als Jugendlicher den Weg über die Zauberei zur Bühnendarstellung und trat mit 16 Jahren als Zauberkünstler in der André-Heller-Produktion ZauberZauber im Berliner Theater des Westens auf. Gálvez studierte Betriebswirtschaftslehre sowie Wirtschafts- und Sozialpsychologie an der Universität zu Köln und verbrachte ein Austauschsemester an der Pennsylvania State University. Nach seinem Studium lebte er 18 Monate in Los Angeles, um u. a. an der U.C.L.A. Regie- und Produktionskurse zu besuchen, in kalifornischen Clubs Improvisationstheater zu spielen und Kurse am Lee Strasberg Theatre and Film Institute zu besuchen. Zudem lernte er bei Jeff Goldblum die Meisner-Technik.
Gálvez ist Autor mehrerer Bücher sowie Moderator und Vortragsredner zu den Themen Persönlichkeit, Motivation und Wirkung. Bei RTL II moderierte er zwischen 2000 und 2001 neben anderen das Call-in-Gewinnspiel Call TV, bei der ARD neben anderen die Vorabendsendung Studioeins. An der Steinbeis-Hochschule Berlin unterrichtete Gálvez ein Modul im Rahmen des Zertifikatslehrganges Professional Speaker.
2008 gründete Gálvez das Branchenportal moderatorenfinder.de zur Vermittlung von Moderatoren. Seit 2014 betreibt er das Online-Persönlichkeitsprofil Heldentest. 2013 gründete Gálvez zusammen mit anderen den Gastredner-Zusammenschluss "Die Keynoter".
2016 entwickelte Gálvez mit dem ProSiebenSat.1-Unternehmen 7NXT Health ein digitales Coachingprogramm.
Privat ist Gálvez seit 2009 mit der deutschen Schauspielerin Nadine Arents verheiratet, mit der er ein Kind hat.

## Veröffentlichungen (Auswahl)
- Du bist was du zeigst! Erfolg durch Selbstinszenierung. (= Knaur 78040). Knaur-Taschenbuch-Verlag, München 2007, ISBN 978-3-426-78040-4.
- Authentizität, Motivation und Überzeugungskraft. Medien & Verlagsgruppe Informiert.TV, Deggendorf 2009, ISBN 978-3-86868-147-5.
- 30 Minuten Storytelling. GABAL, Offenbach am Main 2009, ISBN 978-3-86936-029-4; 2010 als Audiobook: ISBN  978-3869360997.
- Wissensforum.TV – Best of 4. Kölner Wissensforum. Medien & Verlagsgruppe Informiert.TV, Plattling 2011, ISBN 978-3-86868-304-2.
- 30 Minuten wirkungsvolle Marketing-Events. GABAL, Offenbach am Main 2013, ISBN 978-3-86936-488-9.
- Logbuch für Helden. Knaur TB, München 2014, ISBN 978-3426786635.

## Buchbeiträge (Auswahl)
- Marketing & Verkauf 1: Erfolgsrezepte von Trainern und Experten. Speakers Excellence, Stuttgart 2008, ISBN 978-3766495099.
- Business Book of Horror. Gabal, Offenbach am Main 2008, ISBN 978-3897498440.
- In mir steckt noch viel mehr: 21 Profis zeigen, wie Sie Ihr Potenzial nutzen. Kösel-Verlag, München 2011, ISBN 978-3466309023.
- Jürgen Klopp: Echte Liebe. Copress Sport, München 2013, ISBN 978-3767910812.